# Steinbeißer (Speisefisch)
Steinbeißer ist der Handelsname für Speisefische aus der Familie der Seewölfe, die aus den kalten Meeren der nördlichen Halbkugel stammen. Von wirtschaftlicher Bedeutung sind der Gefleckte Seewolf (Anarhichas minor) und der Gestreifte Seewolf (Anarhichas lupus). Sie haben nichts mit dem geschützten Süßwasserfisch Steinbeißer (Cobitis taenia) zu tun. 
Alternative Namen sind Kat(t)fisch, Austernfisch, Wolfsfisch oder Karbonadenfisch. Weil der „Steinbeißer“ nur als Beifang in die Fischernetze gerät, wird er nicht zu bestimmten Jahreszeiten angeboten. Sowohl der Gefleckte Seewolf als auch der Gestreifte Seewolf gelten als überfischt.
Als ganzer (und ausgenommener) Fisch wird er teils auch zum Grillen verwendet. Wegen des derben Aussehens wird der Fisch jedoch meist filetiert gehandelt, teils auch in Scheiben („Karbonadenfisch“). Die Filets oder Scheiben werden frisch oder eingefroren vermarktet. Das relativ feste Fleisch eignet sich zum Braten, Pochieren und Dämpfen. Als Kochfisch harmoniert „Steinbeißer“ gut mit klassischen Zutaten wie Senf(sauce) und Kartoffeln. In der Küchensprache wird er im deutschen Sprachraum manchmal auch als Lupo di mare bzw. Loup de mer bezeichnet.

Beispiele für die Nutzung
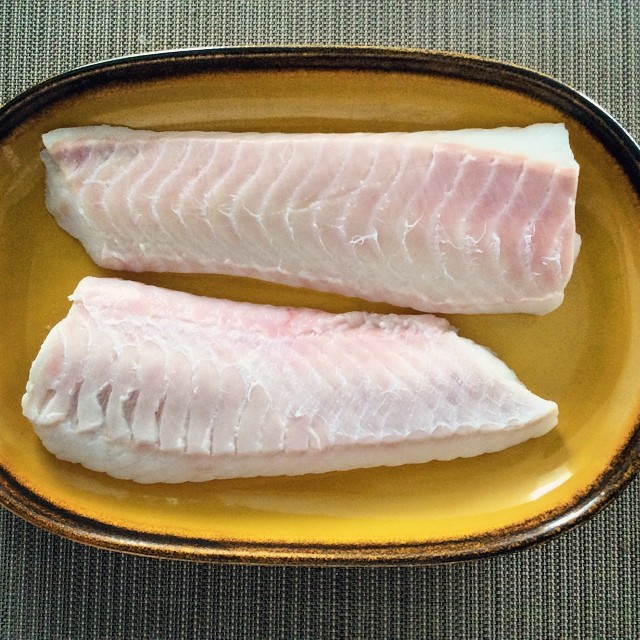
Küchenfertige Steinbeißerfilets
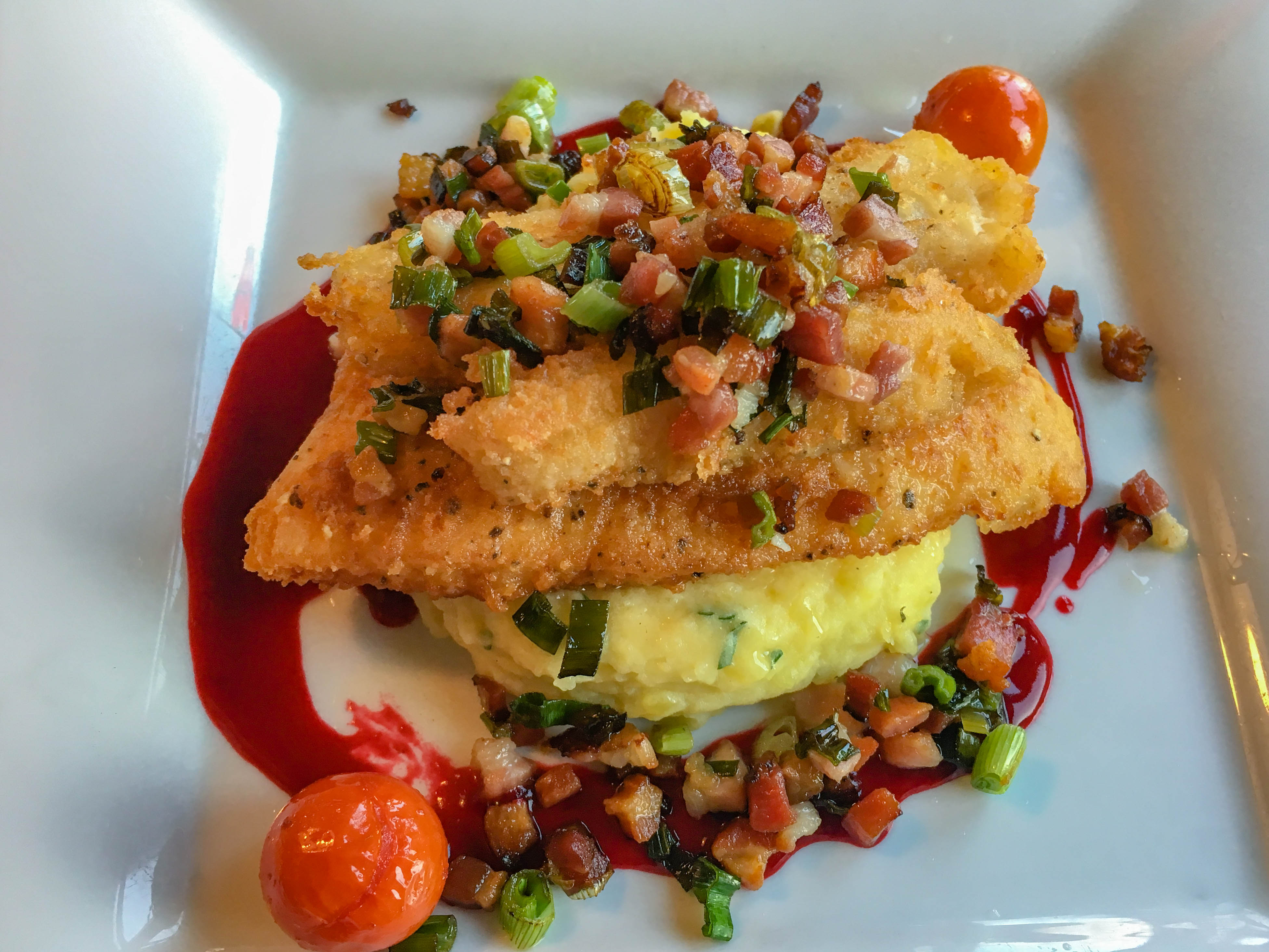
Panierte und gebratene Steinbeißerfilets auf Kartoffelpüree